# フィリピン海

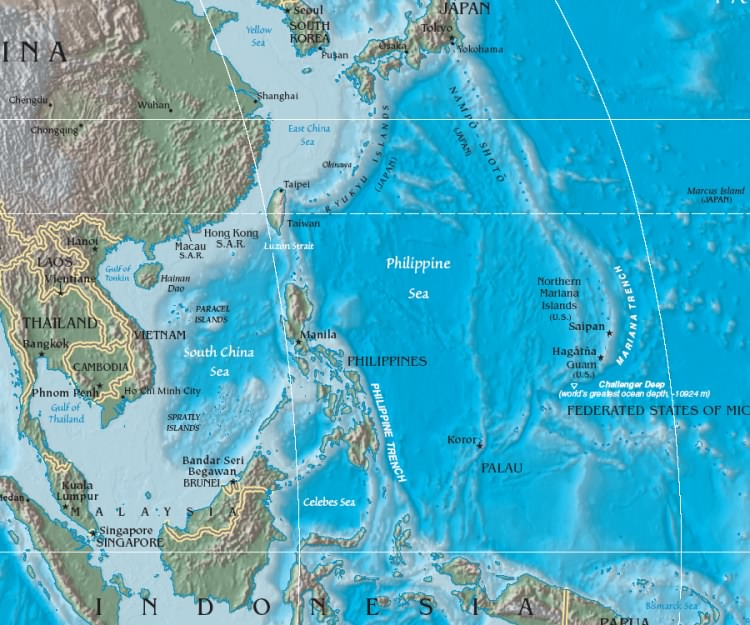
おおよそフィリピン諸島の東側、南西諸島と小笠原諸島、マリアナ諸島を囲む中央やや東のひし形の海域がフィリピン海

フィリピン海（フィリピンかい、英語: Philippine Sea, タガログ語: Dagat Pilipinas）は、日本、台湾、フィリピン、ミクロネシアに囲まれた海で、太平洋の付属海（縁海）である。
1952年（昭和27年）に開催された国際水路局（International Hydrographic Bureau、IHB。現在の国際水路機関（IHO））の国際水路会議（International Hydrographic Conference）において定められたものであるが、日本では十分に浸透していない。

## 範囲
IHBが1953年（昭和28年）に発行した「大洋と海の境界（第三版）」（"Limits of Oceans and Seas, 3rd edition" Special Publication No.23）では、フィリピン海は、以下のように定義されている。
（日本語訳）
したがって、西日本（伊豆半島より西）の南方で、南西諸島より東方の海は、フィリピン海ということになる。
また、この定義によればフィリピン海は北太平洋の一部であるが、一方、「大洋と海の境界（第三版）」での北太平洋の定義からはフィリピン海が除かれているので、フィリピン海は狭義の北太平洋には含まれないことになる。

## 名称
第二次世界大戦のフィリピン海海戦（en:Battle of the Philippine Sea、日本側呼称はマリアナ沖海戦）をきっかけにアメリカ海軍で使われるようになった。
戦後の1952年（昭和27年）にIHBがフィリピン海の範囲を定め、現在では世界各国でこの名称が浸透している。
一方、日本は戦後一時IHBから脱退していたが、1952年（昭和27年）にはすでにIHBに復帰していたので、日本政府はフィリピン海という名称を公式に認めていることになる。しかし、この名称は日本国内ではほとんど浸透しておらず、海上保安庁の発行する公式海図においても使用されていない。
ただし、地震大国でもある日本では、主に災害対策の文脈において、プレート境界地震の発生に関連するプレートの名称としては、フィリピン海プレートが頻繁に使用される。

## フィリピン海を取り囲む陸地
北から国別に
 日本
- 日本列島
  -     - 九州
    - 四国
    - 本州
- 南西諸島
- 伊豆諸島
- 小笠原諸島
  -     - 小笠原群島
    - 火山列島

 中華民国
- 台湾島

 フィリピン
- フィリピン諸島

 アメリカ合衆国
- マリアナ諸島
- グアム島

 ミクロネシア連邦
- ヤップ島

 パラオ
- パラオ諸島

 インドネシア
- ハルマヘラ島

## 海洋権益
フィリピン海は、中華人民共和国が海洋権益の拡大を志向する第一列島線と第二列島線に挟まれている。中国の海軍艦艇や調査船、軍用機が度々出没し、探査結果を基に海底地形に命名するなどしている。
このためフィリピン政府は、ルソン島東方沖海底にあり、資源埋蔵が期待される「ベンハム隆起」（Benham Rise）を2017年に「フィリピン隆起」（Philippine Rise）に改称。外国船による調査を禁止する措置をとった。